# 神宫敏男
神宫敏男（日语：／ Jingu Toshio，1948年6月11日—），日本男子击剑运动员。他曾参加1976年夏季奥运会花剑比赛，还曾获得1974年亚洲运动会男子花剑个人金牌和男子花剑团体金牌。